# Планинарски објекти
Планинарски објекти су објекти који служе за смештај чланова планинарске организације, а чији су власници или корисници планинарско спортске организације или клубови Планинарског савеза Србије. Планинарски објекти су намењени за чланове планинарске организације, али могу боравити и они који нису чланови, ако имају сагласност власника или корисника објекта.
Сви регистровани планинарски објекти морају имати на видном месту натпис у виду плоче величине 50x30 cm са називом објекта, која је врста објекта и које категорије, као и надморску висину и назив планинарско спортске организације или клуба који је власник планинарског објекта или је његов корисник.

## Категоризација и регистрација
Планинарски објекти се категоризују и уписују у регистар планинарских објекта планинарско спортских организација или клубова, а они их региструју код Планинарског савеза Србије ради вођења јединственог регистра планинарских објеката.
Категорије планинарских објеката су:
- А
- Б
- Ц
- Д

Категоризацију и регистрацију објекта обавља Комисија за планинарске објекте на захтев планинарско спортских организација или клубова.
Поновни унос и пререгистрација се врши сваких осам година.

## Подела
Према Правилнику о стандардима за категоризацију и упис у регистар планинарских објеката Планинарског савеза Србије, планинарски објекти се деле на:
- Планинарски дом
- Планинарска кућа
- Планинарско скониште

### Планинарски дом
Планинарски дом је планинарски објекат који је отворен стално током целе године, викенда или у летњој сезони. 

### Планинарска кућа
Планинарски кућа је планинарски објекат који је отворен повремено, сезонски по договору или само недељом.

### Планинарско скониште
Планинарски скониште је планинарски објекат који је отворен стално и у којем се може ноћити без најаве.